# Torre de Letona
La Torre de Letona - Hurtado de Mendoza está situada en Letona, pueblo y concejo perteneciente al municipio de Cigoitia en la provincia de Álava, País Vasco (España). Es una torre construida a finales del siglo XVI o principios del siglo XVII que forma parte de un conjunto formado también por el palacio de los López de Letona. A pesar de conservar algunos elementos defensivos, se corresponde con una época en las que estas construcciones tenían un marcado fin residencial, siendo más una torre simbólica o de prestigio que torre defensiva.

## Contexto geográfico e histórico
La localidad de Letona se sitúa en la ladera meridional de la barrera rocosa que separa el valle de Zuya de la Llanada Alavesa, en tierras que baña el río Apodaca. La zona fue objeto de pugna entre Navarra y Castilla a finales del siglo XII, siendo el castillo de Zaitegi, próximo a Letona, un punto clave en las defensas navarras.

El ocupante más renombrado del lugar sería Juan de Letona y Hurtado de Mendoza, nacido en 1582 y casado con Catalina Ruiz Hurtado de Mendoza (de Manurga), que llegó a ser consejero real, oidor de la Real Chancillería de Valladolid, Superintendente de la Justicia Militar y de la Junta de Guerra en Flandes y caballero de la Orden de Santiago.

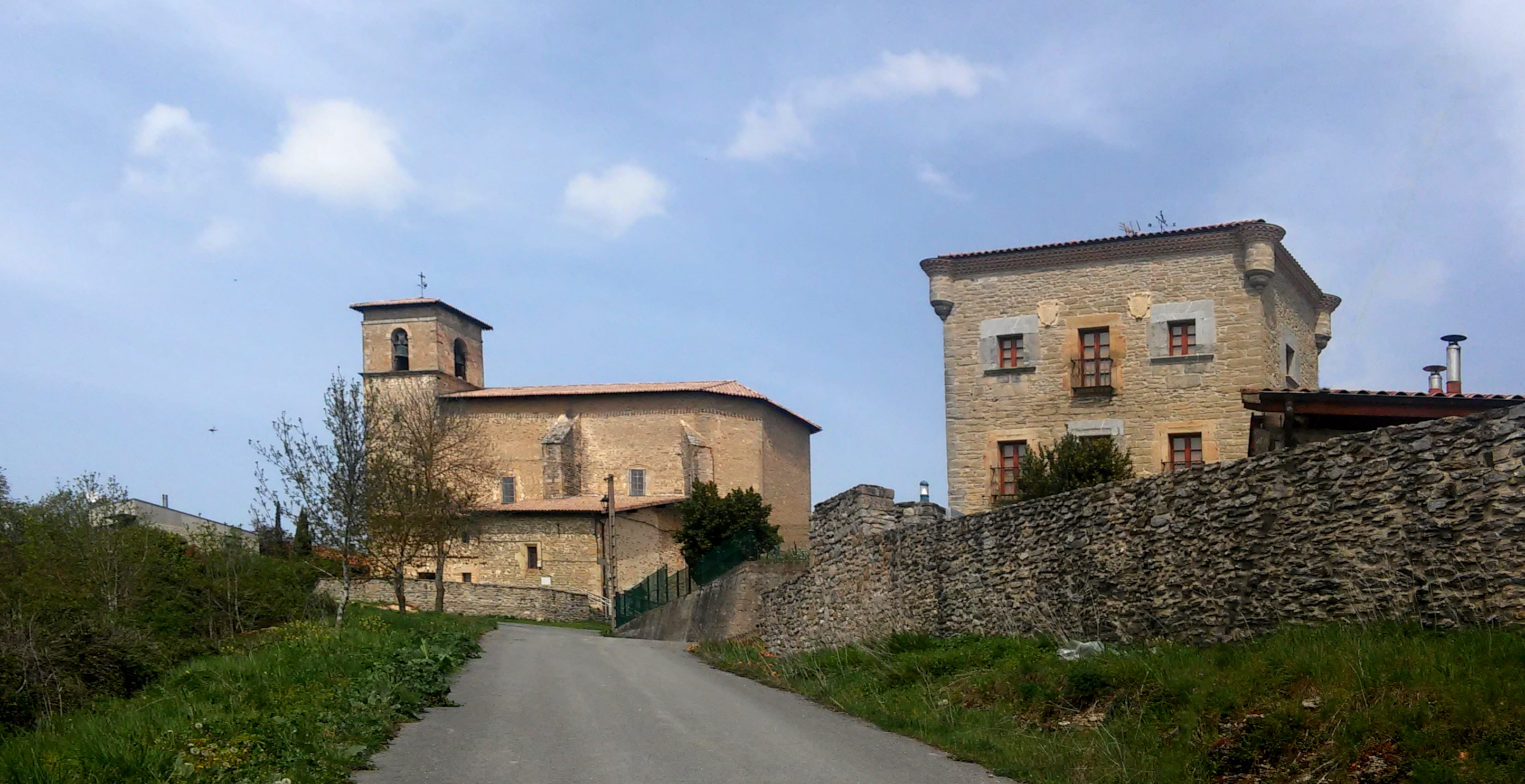
Vista de Letona (Cigoitia) con iglesia y torre.

## Descripción
Realizada en muros de mampostería, es de planta rectangular, con 10,30 metros en sus lados norte y sur y 6,20 metros en los que dan a este y oeste. Tiene elementos defensivos característicos de la Edad Media, aunque la construcción es del siglo XVI. Tiene dos alturas y planta baja, cornisa de ladrillo con puntas salientes, dispuestas en hiladas regulares, tejado a cuatro vertientes, cuatro garitones macizos que le dan aspecto de fortaleza. La fachada oeste de la torre tiene acceso adintelado directo desde el exterior. Ventanas también adinteladas. La fachada principal está decorada con escudos con roleos: el de los López de Letona y el de los Zárate-Hurtado de Mendoza. Al costado norte de la torre se adosa el palacio o casa hidalga de los López de Letona.

## Protección
Bien protegido por la Ley 16/1985, de 25 de junio, del Patrimonio Histórico Español (BOE núm. 155, de 29 de junio de 1985).